# کتابشناسی بین المللی ادبیات ادواری
کتابشناسی بین المللی ادبیات ادواری (اختصاری IBZ) (Internationale Bibliographie der Zeitschriftenliteratur) مجله‌های ادبیاتی دانشگاهی در زمینه‌های علوم انسانی، علوم اجتماعی و رشته‌های مرتبط را پوشش می‌دهد. این پوشش شامل ۴۰ کشور و بیش از ۴۰ زبان می‌شود. موضوع فهرست بر پایه فایل مرجع سرفصل‌های موضوعی (Schlagwortnormdatei) و فایل مرجع نام (Personennormdatei) است که توسط کتابخانه ملی آمان چاپ شده است. اندازه فایل بیش از ۳٫۳ میلیون مدرک از بیش از ۱۱ هزار مجله است که سالیانه ۱۲۰ هزار مدرک به آن اضافه می‌گردد (ISSN 1865-0279; ISBN 978-3-598-69006-8).

## آی بی آر
آی بی آر نماینده «کتابشناسی بین المللی کتاب نقد و بررسی ادبیات علمی در علوم انسانی و اجتماعی» (به انگلیسی: International Bibliography of Book Reviews of Scholarly Literature in the Humanities and Social) (به آلمانی: Internationale Bibliographie der Rezensionen geistes- und sozialwissenschaftlicher Literatur) (ISSN 1865-0228) یک پایگاه داده کتابشناسی است که آثار علمی را پوشش می‌دهد. این پایگاه داده توسط انتشارات ک گ سور منتشر می‌شود..

## برای مطالعهٔ بیشتر
- Broadwin, John A. (1976). "An Analysis of the Internationale Bibliographie Der Zeitschriftenliteratur". Journal of Documentation. 32 (1): 26–31. doi:10.1108/eb026613.

## لینک به بیرون
- "IBZ Online". de Gruyter. Retrieved 20 March 2018.